# Meropidia nigropilosa
Meropidia nigropilosa är en tvåvingeart som beskrevs av Thompson 1983. Meropidia nigropilosa ingår i släktet Meropidia och familjen blomflugor.
Artens utbredningsområde är Colombia. Inga underarter finns listade i Catalogue of Life.